# Lobo (Sassandra)
Der Lobo ist ein linker Nebenfluss des Sassandra im Westen der Elfenbeinküste.

## Verlauf
Der Fluss hat seine Quellen am südlichen Stadtrand von Séguéla, im Süden der Region Worodougou. Er fließt in südliche Richtung und durchquert dabei die Region Haut-Sassandra. Der Lobo mündet nach einer Fließstrecke von 355 km in dem Distrikt Bas-Sassandra 35 km nordwestlich von Soubré in den Sassandra.

## Hydrometrie
Die Durchflussmenge des Lobo wurde am Pegel Nibéhibé bei etwas über der Hälfte des Einzugsgebietes, über die Jahre 1961–2004, in m³/s gemessen.